# 茨城県立日立工業高等学校
茨城県立日立工業高等学校（いばらきけんりつ ひたちこうぎょうこうとうがっこう）は、茨城県日立市に所在する公立の工業高等学校。定時制の総合学科も設置している。

## 設置学科
全日制課程
- 機械科
- 電気科
- 情報電子科
- 工業化学科

定時制課程
- 総合学科
  - 工業系列
  - 普通系列

## 沿革
- 1942年10月 日立市中学校として開校（本科） 。
- 1948年4月 日立市立高等学校に改称。
- 1949年4月 県に移管して茨城県立日立第三高等学校に改称（普通科） 。
- 1950年4月 茨城県立日立工業高等学校に改称（機械科・電気科） 。
- 1952年4月 工業化学科を設置。
- 1959年4月 定時制（電気科）設置。
- 1961年4月 定時制に機械科を設置。
- 1981年4月 定時制電気科を廃止。
- 1993年4月 電気科の1学級を情報電子科に改編。
- 2012年4月 定時制機械科を総合学科に改編。

## 所在地
- 茨城県日立市城南町2-12-1

## 著名な関係者
- 鈴木隆行（サッカー選手、ジェフユナイテッド市原・千葉他、日韓ワールドカップ代表）
- 吉原慎也（同上、横浜マリノス→アルビレックス新潟→横浜F・マリノス→川崎フロンターレ→東京ヴェルディ1969→川崎フロンターレ→ジュビロ磐田→柏レイソル ）
- 入井和久 (同上、鹿島アントラーズ→柏レイソル→ブランメル仙台)
- 橋本雄二 (同上、ガンバ大阪→サガン鳥栖)
- 大友進（野球選手、東京ガス→西武ライオンズ→中日ドラゴンズ）
- 檜山豊（お笑い芸人、ホーム・チーム）